# Осикова
Оси́кова — річка в Україні, ліва притока річки Вовча. Належить до басейну Дніпра. Довжина річки становить 26 км. Площа водозбірного басейну становить 206 км². Похил 2,8 м/км. Долина балкового типу. Заплава двостороння. Річище слабовиражене. Води Осикової використовують для зрошування.
Бере початок у с. Луганське Мар'їнського району. Тече територією Мар'їнського району Донецької області, впадає до Вовчої в Кураховому.